# Reszen
Reszen (macedónul Ресен) városa az azonos nevű község székhelye Észak-Macedóniában.

## Népesség
Reszennek 2002-ben 8748 lakosa volt, akik közül 6431 macedón (73,5%), 1369 török (15,6%), 325 albán, 169 cigány, 58 szerb, 18 vlach és 378 egyéb.
Reszen községnek 2002-ben 16 825 lakosa volt, melyből 12 798 macedón (76,1%), 1797 török (10,7%), 1536 albán (9,1%) és 694 egyéb.

## A községhez tartozó települések
- Reszen
- Arvati
- Aszamati
- Bolno
- Brajcsino
- Volkoderi
- Gorna Bela Crkva
- Gorno Krusje (Reszen)
- Gorno Dupeni
- Grncsari
- Dolna Bela Crkva
- Dolno Perovo
- Dolno Dupeni
- Drmeni
- Evla
- Zlatari (Reszen)
- Izbista
- Ilino (Reszen)
- Jankovec
- Jezerani
- Kozjak (Reszen)
- Konyszko (Reszen)
- Krani
- Kriveni
- Kurbinovo
- Lavci (Reszen)
- Leva Reka (Reszen)
- Leszkojec (Reszen)
- Lyubojno
- Nakolec
- Oteseno
- Petrino
- Podmocsani
- Pokrvenik (Reszen)
- Prelyubje
- Pretor
- Rajca
- Szlivnica (Reszen)
- Szopotszko
- Sztenye
- Sztipona
- Carev Dvor
- Surlenci
- Strbovo